# Эсмарх, Фридрих Август фон

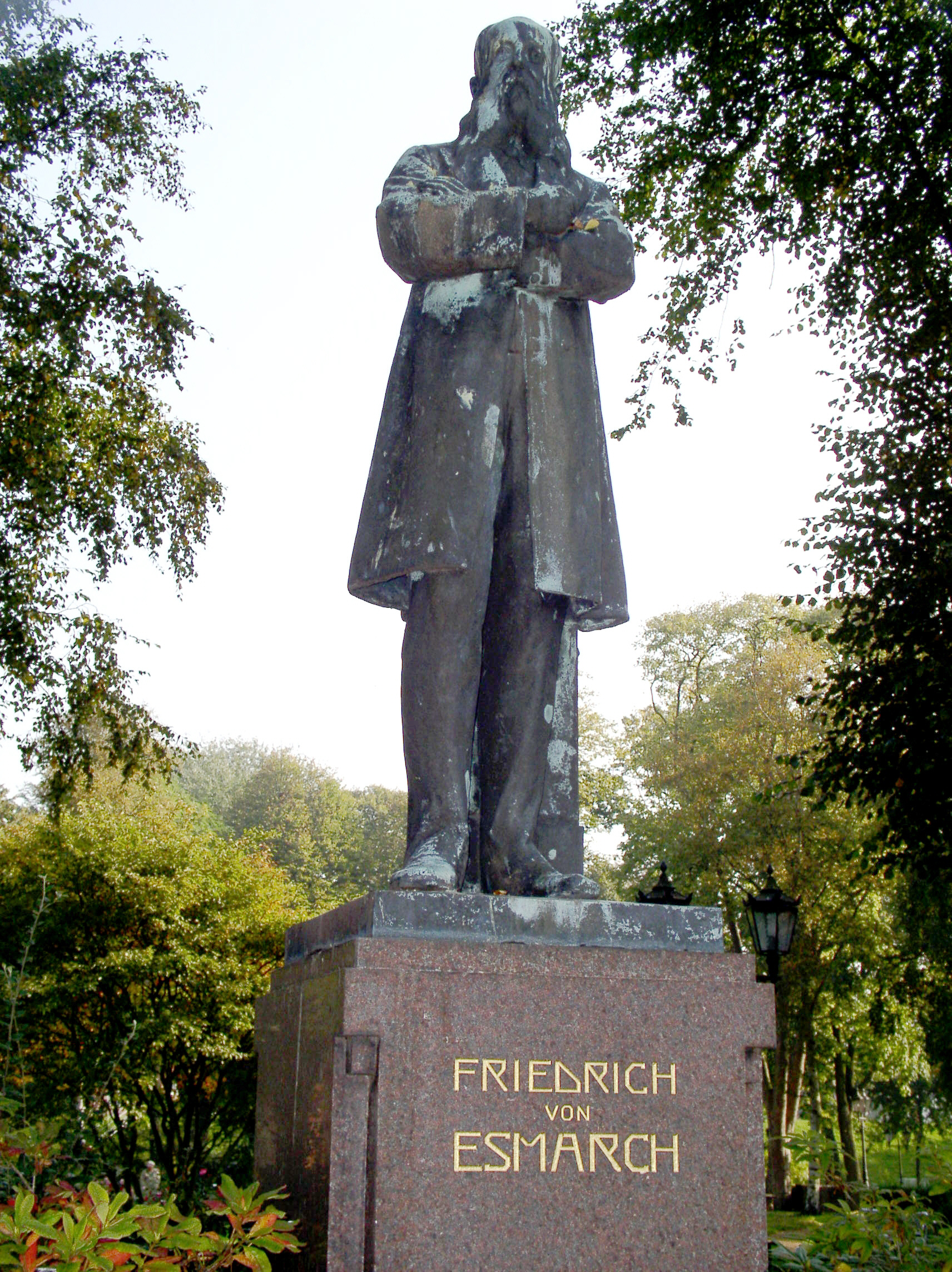
Памятник Эсмарху в Тённинге (Шлезвиг-Гольштейн, Германия)

Иоганнес Фридрих Август фон Эсмарх (нем. Johannes Friedrich August von Esmarch; 9 января 1823, Тённинг, Шлезвиг — 23 февраля 1908, Киль, Пруссия) — немецкий хирург, один из пионеров асептики и антисептики.

## Биография
Учился в Киле и Геттингене и в 1846 году стал ассистентом известного немецкого хирурга Бернгарда фон Лангенбека в Кильском хирургическом госпитале.
В датско-прусскую войну 1848—1850 годов состоял помощником хирурга Луи Штромейера. В 1854 году он сделался преемником Штромейера в хирургической клинике в Киле; в 1857 году был назначен директором и профессором при кильском госпитале. В Датскую войну 1864 года он работал в лазаретах Фленсбурга, Зундевитта и Киля.
В 1866 г. поступил на прусскую службу, приняв на себя управление хирургической частью в берлинских лазаретах. В войну 1870—1871 годов он был назначен главным врачом и хирургом-консультантом действующей армии и работал в Киле, Гамбурге и Берлине.
Эсмарху принадлежат крупные заслуги в деле усовершенствования постановки лазаретного дела и в разработке военно-полевой хирургии. В области оперативной хирургии он усовершенствовал методы обескровливания сосудов наложением особых бинтов и производство операций с наименьшей потерей крови. Много способствовал распространению в Германии самаритянских школ для ухода за больными и ранеными.

## Вклад в науку
Предложил кровоостанавливающий жгут, эластичный бинт, наркозную маску, кружку Эсмарха, ножницы Эсмарха и другие инструменты и приспособления.